# Anna Teresa Potocka
Anna Teresa Potocka, född Ossolińska 1746, död 1810, var en polsk furstinna, frimurare och filantrop.
Hon var dotter till Józef Ossoliński och Teresa Stadnicka och syster till Józef Salezy. Hon gifte sig 1760 med Józef Potocki och blev mor till Jan Potocki.
Anna Teresa Potocka tillhörde Barkonfederationens anhängare 1768–1771. Hon grundade kyrkan i Rymanów. Hon var känd för sitt filantropiska intresse och bildade och ett välgörenhetssällskap. När de polska frimurarna grundade en adoptionsloge för kvinnor år 1769, blev hon utsedd till dess stormästarinna.